# Beretta S2
Il Beretta S2 (SO2) è un fucile sovrapposto di lusso prodotto dalla Beretta dal 1935 sino agli anni ottanta.
È un'arma fabbricata a mano e con incisioni sulle cartelle laterali. Fino al 1959 sono state usate batterie di acciarini Holland & Holland poi sostituite da batterie brevettate Beretta le quali sono utilizzate tutt'oggi sulla produzione di lusso della Beretta. 
Le prime batterie H&H utilizzate, dette a catenella, sono apprezzate dagli appassionati per la loro valenza estetica ma presentano qualche incognita sulla resistenza meccanica che ha lasciato qualche dubbio, tanto è vero che le quotazioni dei fucili S2 con le batterie brevetto Beretta risultano essere notevolmente più alte rispetto ai modelli ante 1959.